# 냉천초등학교
냉천초등학교는 대한민국 경기도 고양시에 있는 공립 초등학교이다.

## 학교 연혁
- 1994년 11월 1일 냉천국민학교 설립 인가
- 1995년 3월 1일 초대 이종복 교장 취임
- 1995년 3월 1일 냉천국민학교 개교
- 1996년 3월 1일 냉천초등학교로 개칭
- 2012년 9월 1일 최영규 교장 취임
- 2013년 3월 1일 병설유치원 2학급 개원
- 2015년 2월 13일 제20회 졸업식(누게 4,025명)
- 2015년 3월 1일 21학급 편성(특수 1 포함)

## 참고 자료
- 냉천초등학교 - 한국교육학술정보원 학교알리미